# Effectieve waarde
In de elektrotechniek verstaat men onder de effectieve waarde van een zuivere, dat wil zeggen met gemiddelde waarde 0, periodieke wisselstroom of -spanning, de waarde van een constante stroom of spanning die in een weerstand gemiddeld hetzelfde elektrisch vermogen ontwikkelt als het oorspronkelijke signaal. 
Een periodieke stroom met amplitude {\displaystyle I} ontwikkelt momentaan in een weerstand {\displaystyle R} een vermogen {\displaystyle I^{2}R}, dus gemiddeld over een periode {\displaystyle T}:
{\displaystyle {\frac {1}{T}}\int _{0}^{T}I^{2}Rdt}
De effectieve waarde {\displaystyle I_{\mathrm {eff} }} ontwikkelt een vermogen {\displaystyle I_{\mathrm {eff} }^{2}R},  met
{\displaystyle {I_{\mathrm {eff} }^{2}}R={\frac {1}{T}}\int _{0}^{T}I^{2}Rdt}
Dus is
{\displaystyle I_{\mathrm {eff} }={\sqrt {{\frac {1}{T}}\int _{0}^{T}I^{2}dt}}}
Daarom wordt de effectieve waarde ook als RMS aangeduid, de Engelse afkorting voor root-mean-square oftewel kwadratisch gemiddelde. 
Een sinusvormig signaal heeft dus een effectieve waarde die gelijk is aan {\displaystyle 1/{\sqrt {2}}=0{,}707} van de maximale amplitude, de zogenaamde piekwaarde. Een zaagtand en een driehoekssignaal hebben een effectieve waarde die gelijk is aan {\displaystyle 1/{\sqrt {3}}=0{,}577} van de maximale amplitude. De effectieve waarde wordt gebruikt als men een effectief gemiddelde wil weten zonder nadere informatie te hoeven geven over de frequentie of golfvorm van de spanning.
| signaal   | grafiek | effectieve waarde                      |
| --------- | ------- | -------------------------------------- |
| sinusoïde |         | {\displaystyle {\frac {I}{\sqrt {2}}}} |
| driehoeks |         | {\displaystyle {\frac {I}{\sqrt {3}}}} |
| vierkant  |         | {\displaystyle I}                      |

Hierin is {\displaystyle I} weer de amplitude van het signaal.